# Småstad - konsten att leva innan vi dör
Småstad - konsten att leva innan vi dör är en svensk långfilm från 2017 i regi av Johan Löfstedt som hade svensk biopremiär 20 januari 2017. Den visades första gången på filmfestivalen Nordiska filmdagarna Lübeck, senare på Stockholms filmfestival och hade smygpremiär i Vadstena 25 december 2016. I filmen har fem vuxna syskon förlorat sin far. Fadern har lämnat efter sig en videohälsning med kärleksförklaringar, men som ändå får barnen att ifrågasätta hur de lever sina egna liv. Yngste brodern Björn beslutar att ta tag i sin rädsla att tala inför publik och att inte låta sina fyra äldre systrar köra över honom, medan en av systrarna ifrågasätter sitt val att göra karriär. Bland annat startar Björn en bokcirkel på företaget där han arbetar som svetsare, han väljer Vilhelm Mobergs bok Din stund på jorden, som handlar om en döende man som tänker tillbaka på sitt liv och sina livsval. Björn går med i en studiecirkel för teater för att komma över sin rädsla att tala inför publik och filmen slutar med att han håller talet till sin far som han inte klarade göra på begravningen på stadens teater i samband med studiecirkelns terminsavslutning.
Johan Löfstedts bror Nils Petter Löfstedt var filmens fotograf och rollerna spelas av brödernas morbror, mostrar och morfar. I filmen används även material från skådespelarnas egna arkiv, vilket syftar till att göra gränsen mellan drama och dokumentär otydlig. Filmen fick ett bra mottagande av den svenska kritikerkåren, och den fick högsta betyg av Kulturnyheternas filmkritiker Sofia Olsson.